# 納粹德國經濟

1926年至1939年期間德國經濟增長

纳粹德国经济指纳粹德国时期的经济。

## 历史
與許多其他西方國家一樣，德意志共和國經濟也遭到了經濟大蕭條的影響，失業率自1929年華爾街崩潰後開始飆升。希特勒在1933年上台之後，開始出台國有企業私有化、提高關稅等措施改善經濟。在此期間，德國人工資實際增長10.9%。但貿易的建設也意味著德國人不得不減少了許多消費品。1933年至1939年期間，德國政府總收入達620億馬克，但支出達1010億馬克，造成巨額財政赤字和國債。因此政府採取強迫銀行購買國債等方式解決政府的現金短缺問題。1938年時，失業在德國已基本絕跡。